# Menit

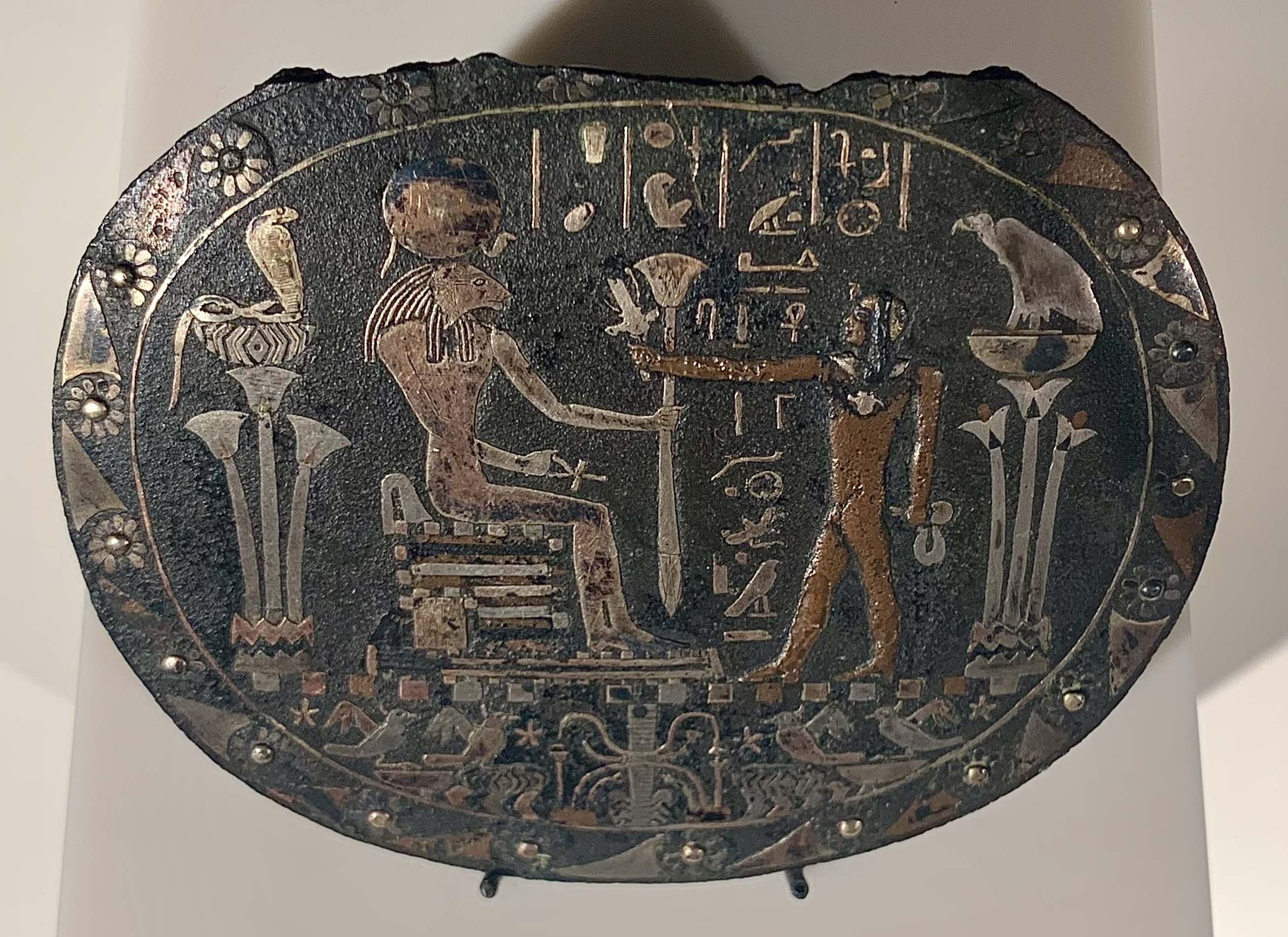
Teil eines Menits, um 870 v. Chr., Ägyptisches Museum Berlin

Ein Menit (Plural Meniut, auch Menyet oder Menat) war ein mehrreihiger Perlenstrang mit einem eigens dafür geformten Gegengewicht, der von Frauen im Alten Ägypten als Schmuck getragen wurde, als Kultgegenstand in Beziehung zur Göttin Hathor stand und möglicherweise als Musikinstrument diente.

## Verwendung

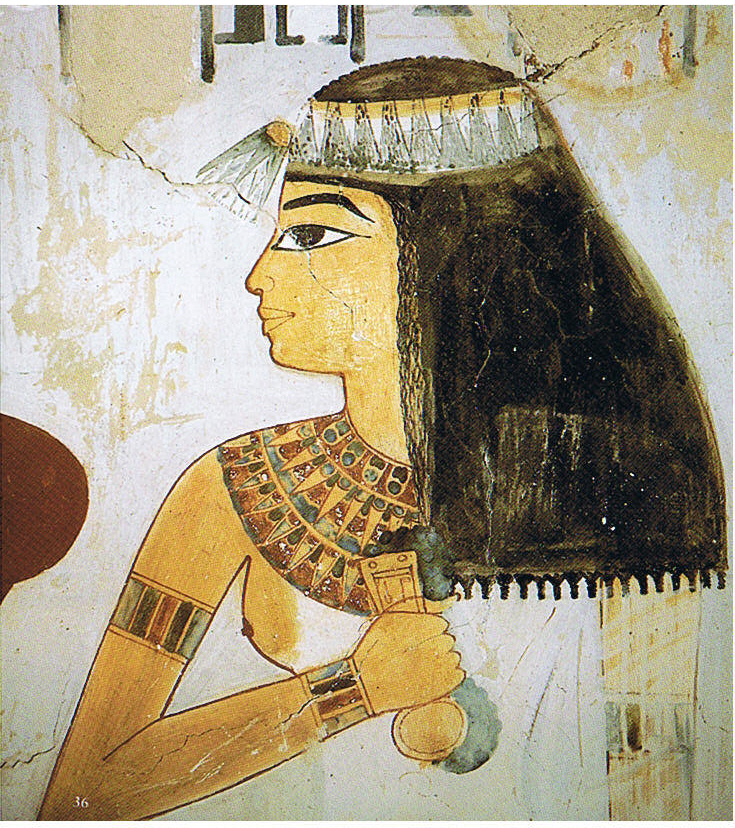
Die Dame Taui vom Grab des Nacht mit einem Menit in der Hand

Das Menit wurde als Halsschmuck getragen und fungierte als Rassel. Häufig kommt es zusammen mit einem Sistrum vor. Bei der Benutzung als Musikinstrument diente das Gegengewicht als Griff. Archäologische Funde zeigen zumeist nur die Gegengewichte aus Fayence oder Metall, die üblicherweise mit Motiven geschmückt waren. 
Die Verwendung richtete sich nach der Art der Feste, die entweder zur Besänftigung des zornigen Aspekts oder zu Ehrung der göttlichen Güte benutzt wurden. 
Das Menit stand deshalb oft in Verbindung mit Kulten der Göttinnen Hathor, Bastet, Sopdet, Tefnut, Sachmet und Isis. Es ist häufig auf altägyptischen Kunstwerken wie Statuen oder Wandbildern dargestellt.